# Temperatura (abiotički čimbenik)
Temperatura kao abiotički čimbenik utječe na životne procese.
Temperatura vode utječe na životne procese u vodi, ali i na sama svojstva vode; gustoću, mogućnost otapanja, fiziološko djelovanje plinova, parcijalnih tlakova...
Voda ima visok toplinski kapacitet što uvjetuje njezino sporo zagrijavanje i hlađenje. To s jedne strane uvjetuje prilično spore promjene temperature vode, što je dobro za organizme, ali s druge strane dovodi do velike ovisnosti temperature organizama i temperature vode, što za organizme nije dobro. 
- Temperaturna stratifikacija vode je uvjetovana djelovanjem zraka i Sunca s jedne strane, a Zemlje s druge strane.

- Poikilotermni hidrobionti su organizmi koji žive u vodi. Imaju temperaturu tijela istu kao i temperature vode. Većina hidrobionata su poikilotermi. Euritermni hidrobionti dobro podnose kolebanja temperature.

- Stenotermni slabije podnose kolebanja temperature.

- Poikilotermija (grč. poikilos - točkast, varijabilan + therme – toplina) sposobnost je organizma da se prilagodi na varijacije temperature u okolini. Izmjene tjelesne temperature variraju u skladu s temperaturom okoline.

- Ektotermija (grč. ecto – izvana + therme – toplina) regulacija je, odnosno izmjena tjelesne temperature u skladu s izmjenama temperature okoline.

- Euritermalan organizam (grč. eurys – širok + therme – toplina) sposoban je za rast na širokom rasponu temperatura. Neke bakterije se optimalno razvijaju na temperaturama od 28°C do 50 °C.

- Stenotermalan organizam (grč. steno - uzak + therme - toplina) sposoban je za optimalan organizam u vrlo uskom rasponu temperatura.